# Adarme
Die (der) Adarme war ein spanisches Feingewicht für Gold- und Silberwaren. Auch im spanischen Lateinamerika galt das Maß. Eine Maßkette sah etwa so aus:
- 1 Libbra = 2 Marco = 16 Onca = 128 Ochava = 256 Adarme = 768 Tomine = 9216 Grano[2]
- 1 Onca/Unze = 16 Adarmes

Regionsabhängig galt in
- Valencia
  - 1 Adarme = 36 Granos = 1,750 Gramm = ½ Quäntchen (preuß.)
- Barcelona
  - 1 Adarme/Arienzo = 3,167 Gramm = ⅔ Quäntchen (preuß.)[3]
- Argentinien
  - 1 Adarme = 1,797 Gramm[4]
- Kolumbien
  - 1 Adarme = 1,875 Gramm